# Space Cowboy (musicista)
Space Cowboy, pseudonimo di Nicolas Jean-Pierre Dresti (Parigi, 7 marzo 1975), è un disc jockey e musicista francese.
Space Cowboy è stato il Dj personale della cantante nordamericana Lady Gaga.
Nel 2009 ha fatto da seconda voce e partecipato al video della canzone I Came 2 Party del gruppo tedesco Cinema Bizarre.

## Rapporto con Lady Gaga
È conosciuto principalmente per essere stato il Dj personale di Lady Gaga, Nel 2008 ha partecipato a tre video della cantante, Just Dance, Beautiful, Dirty, Rich e Poker Face, brani inclusi nell'album di debutto della cantante The Fame di cui è stato uno dei produttori principali. Nei primi due video di Lady Gaga ha interpretato i panni di un DJ e nel terzo uno degli invitati ad un party con strip poker finale. Ha collaborato con la cantante nella composizione del brano natalizio a sfondo sessuale, Christmas Tree, ed ha duettato personalmente con la cantante in Starstruck, con la partecipazione del rapper Flo Rida, traccia inclusa nell'album The Fame. Nel 2010 ha co-prodotto e co-scritto Monster, una traccia inclusa nell'EP di Lady Gaga The Fame Monster,  Successivamente ci sono state delle controversie con la stessa cantante. Nel 2011 lascia definitivamente la Haus Of Gaga per intraprendere una carriera da solista, rimanendo comunque buon amico di Lady Gaga.

## Discografia

### Album
- Across the Sky (2003)
- Big City Nights (2005)
- Digital Rock  (2007)
- Digital Rock Star  (2009)
- Space Cowboy - Electro Pioneers Ep (2010)

### EP
- Falling Down Remix EP (2009)